# FR 1 (Satellit)
FR 1 war ein französischer Erdsatellit. Es war der zweite künstliche Satellit Frankreichs und wurde nur zehn Tage nach dem ersten (Astérix), am 6. Dezember 1965 gestartet. Im Unterschied zu Astérix wurde diesmal allerdings eine US-amerikanische Trägerrakete verwendet (Scout). Der Satellit hatte eine Masse von 72 kg und erreichte eine etwa 750 km hoch liegende Umlaufbahn.
FR 1 diente zur Erforschung der Wellenausbreitung bei sehr niedriger Frequenz. Ein System von drei magnetischen und zwei elektrischen Antennen an Bord ermöglichte die Bestimmung der Ausbreitungsrichtung und des Wellenwiderstands einer Funkwelle. Als Sendeanlagen dienten die Längstwellensender FUB (Seine-Port, Frankreich, 16,8 kHz) und NBA (Panama, 24 kHz).

## Quelle
- Heinz Mielke: Lexikon der Raumfahrt. 6. Auflage, transpress VEB Verlag für Verkehrswesen, Berlin, 1980